# Springerville
Springerville ist eine Stadt im Apache County des US-Bundesstaats Arizona.
Das U.S. Census Bureau hat bei der Volkszählung 2020 eine Einwohnerzahl von 1.717 ermittelt.
Springerville hat eine Fläche von 30,3 km². Die Bevölkerungsdichte liegt bei 57 Einwohnern je km². Die Stadt liegt in einer Höhe von 2125 Meter.

## Verkehr
Durch Springerville verlaufen die U.S. Highways 60, 180 und 191.

## Söhne und Töchter
- Samuel Cochran Phillips (1921–1990), US-amerikanischer General